# 바누아투 주재 외국공관 목록

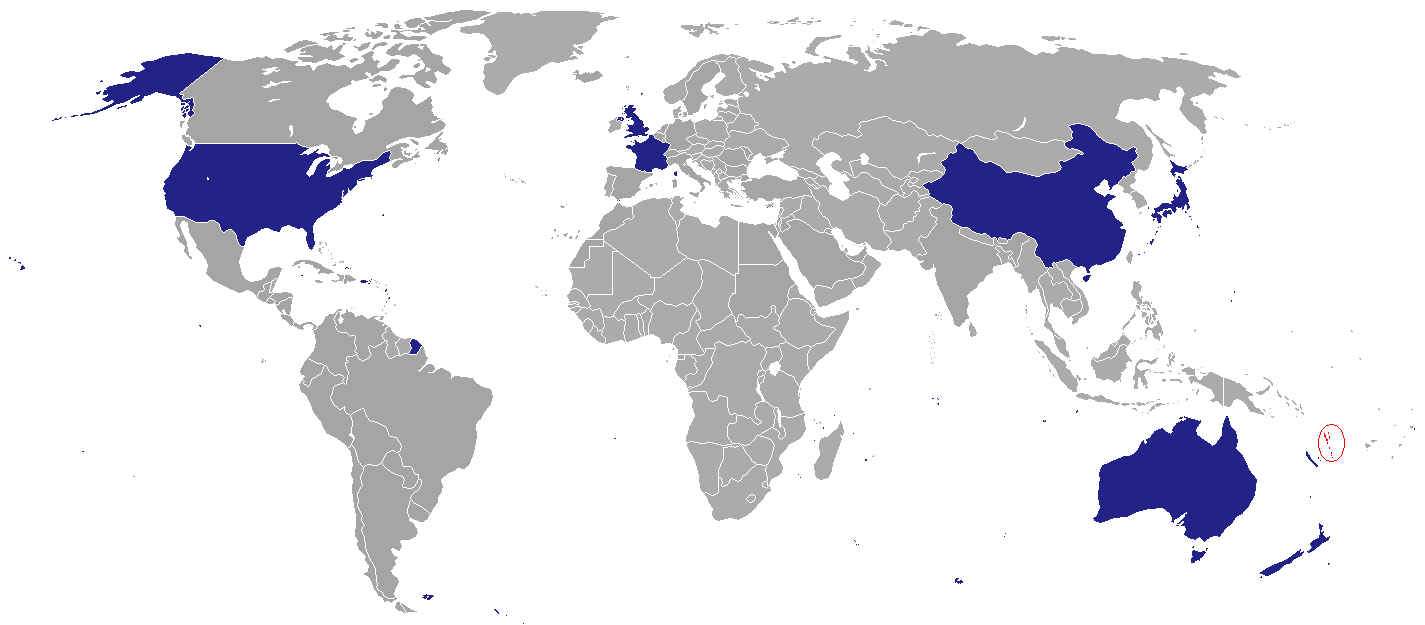
바누아투 주재 외국공관 목록이며, 설치된 공관은 중국과 프랑스, 호주, 뉴질랜드만 표시한다.

바누아투 주재 외국공관 목록은 바누아투에 상주하고 있는 외국 공관을 나열하는 목록이다. 통가에 상주하고 있는 대사관 및 고등판무관의 수는 4개이며 중화인민공화국, 프랑스, 뉴질랜드, 오스트레일리아 뿐이다. 나머지 비상주 공관은 캔버라, 포트모르즈비 등 다른 곳에서 겸임하고 있다.

## 포트빌라에 설치된 대사관/고등판무관 사무소
- 오스트레일리아
- 중국
- 프랑스
- 뉴질랜드

## 포트빌라에 마련된 명예 영사관
- 벨기에
- 독일
- 필리핀
- 스웨덴

## 대표부
- 유럽 연합 (지역 일반 대표부)

## 개설 예정국
- 일본 (대사관)
- 영국 (고등판무관 사무소)

## 비상주공관
다음 국가들은 바누아투와 외교 관계는 이미 수립하였으나 바누아투에 대사관을 설치하지 않은 국가들이다. 다만, 지역을 명시하지 않은 것은 캔버라를 의미한다.
| - 벨기에 - 브라질 - 캐나다 - 콜롬비아 - 덴마크 - 피지 (포트모르즈비) - 독일 - 인도네시아 - 아일랜드 (뉴욕) - 이탈리아 | - 일본 (수바) - 레소토 (도쿄도) - 말레이시아 (포트모르즈비) - 몰타 (발레타) - 멕시코 - 네덜란드 - 팔레스타인 - 필리핀 - 포르투갈 - 러시아 | - 사하라 아랍 민주 공화국 (딜리) - 세르비아 - 남아프리카 공화국 - 대한민국 (포트모르즈비) - 스페인 - 스웨덴 (스톡홀름) - 스위스 - 영국 (수바) - 미국 (포트모르즈비) - 베트남 |

## 같이 보기
- 바누아투의 재외공관 목록